# Secret Origins
Secret Origins es el título de algunos especiales y series de revistas de historietas publicadas por DC Comics. En dichas series se relatan los orígenes de diversos personajes, grupos o situaciones en el universo de personajes de dicha editorial, ya sea en reediciones de historias previamente publicadas o historias originales.

## Secret Origins Special Giant Issue (1961)
El primer número de Secret Origins fue un especial unitario publicado en 1961 que contenía solo material reimpreso. En el año 1997 se publicó una reedición facsímil de este número.
| Fecha    | Personaje / Grupo | Autores | Publicado originalmente en |
| -------- | --- | --- | --- |
| Oct 1961 | Equipo Superman y Batman Adam Strange Green Lantern (Hal Jordan) Challengers of the Unknown Green Arrow y Speedy Wonder Woman Manhunter from Mars Flash (Barry Allen) | Edmond Hamilton, Dick Sprang y Stan Kaye Gardner Fox, Mike Sekowsky y Bernard Sachs John Broome, Gil Kane y Murphy Anderson Jack Kirby y Dave Wood Sin datos Robert Kanigher, Ross Andru y Mike Esposito Joe Samachson y Joe Certa Gardner Fox, Gil Kane, Murphy Anderson | World's Finest 94 (1958) Showcase 17 (1958) Green Lantern 1 (1960) Showcase 6 (1957) Texto original Wonder Woman 105 (1959) Detective Comics 225 (1955) Showcase 4 (1956) |

## More Secret Origins (1965)
En 1965, en el número 8 de la serie 80 Page Giant, se publicó un ejemplar con la misma temática titulado More Secret Origins. En el año 1999 se publicó una reedición facsímil de este número.
| Número          | Fecha    | Personaje / Grupo                                                      | Autores | Publicado originalmente en |
| --------------- | -------- | ---------------------------------------------------------------------- | --- | --- |
| 80-Page Giant 8 | Mar 1965 | Justice League of America Atom Aquaman Robin Máscara de Flash Superman | Gardner Fox, Mike Sekowsky y Bernard Sachs Gardner Fox, Gil Kane, Murphy Anderson Robert Bernstein y Ramona Fradon Bill Finger, Sheldon Moldoff y Charles Paris John Broome, , Carmine Infantino y Joe Giella Otto Binder y Al Plastino | Justice League of America 9 (1962) Showcase 34 (1961) Adventure Comics 260 (1959) Batman 129 (1960) The Flash 128 (1962) Superman 146 (1961) |

## Primera serie regular (1973-1974)
| Núm | Fecha    | Personaje / Grupo                                       | Autores | Publicado originalmente en                                                                                            |
| --- | -------- | ------------------------------------------------------- | --- | --- |
| 01  | Mar 1973 | Superman Batman Gentleman Ghost The Flash (Barry Allen) | Jerry Siegel, Joe Shuster Bill Finger, Bob Kane Bob Kanigher, Joe Kubert Bob Kanigher, Carmine Infantino, Joe Kubert | Action Comics 1 (1938). Una página. Detective Comics 33 (1939). Dos páginas. Flash Comics 88 (1947) Showcase 4 (1956) |
| 02  | May 1973 | Supergirl Green Lantern (Hal Jordan) Atom (Ray Palmer)  | Otto Binder, Al Plastino John Broome, Gil Kane, Joe Giella Gardner Fox, Gil Kane, Murphy Anderson                    | Action Comics 252 (1959) Showcase 22 (1959) Showcase 34 (1961)                                                        |
| 03  | Ago 1973 | Wonder Woman Wildcat                                    | William Marston, Harry G. Peter Bill Finger, Irwin Hasen                                                             | Wonder Woman 1 (1942) Sensation Comics 1 (1942)                                                                       |
| 04  | Oct 1973 | Vigilante Kid Eternity                                  | Mort Weisinger, Mort Meskin Otto Binder, Sheldon Moldoff                                                             | Action Comics 42 (1941) Hit Comics 25 (1942)                                                                          |
| 05  | Dic 1973 | Spectre                                                 | Jerry Siegel, Bernard Baily                                                                                          | More Fun Comics 52 y 53 (1941)                                                                                        |
| 06  | Feb 1974 | Legion of Super-Heroes The Blackhawk                    | E. Nelson Bridwell, Pete Costanza Will Eisner, Bob Powell, Charles Cuidera                                           | Superboy 147 (1968) Military Comics 1 (1941)                                                                          |
| 07  | Oct 1974 | Robin Aquaman                                           | Bill Finger, Bob Kane, Jerry Robinson Mort Weisinger, Paul Norris                                                    | Detective Comics 38 (1940) More Fun Comics 73 (1941)                                                                  |

## Especiales dentro de otras series

### Limited Collectors' Edition (1975-1976)
En 1975 y 1976, en la serie de números especiales Limited Collectors' Edition, se publicaron dos ejemplares bajo el título Secret Origin of Super-Villains con reediciones de historias que relatan el origen de algunos villanos.
| Núm                                                               | Fecha        | Personaje / Grupo                                  | Autores | Publicado originalmente en                                                                                          |                     |
| ----------------------------------------------------------------- | ------------ | -------------------------------------------------- | --- | --- | ------------------- |
| Limited Collectors' Edition C-39 Secret Origins of Super-Villains | Oct/Nov 1975 | Joker Lex Luthor Captain Cold Dr. Sivana Terra-Man | Bill Finger, Lew Sayre Schwartz y George Roussos Jerry Siegel y Al Plastino John Broome, Carmine Infantino y Frank Giacoia Bill Parker, C.C. Beck Cary Bates, Dick Dillin y Neal Adams | Detective Comics 168 (1951) Adventure Comics 271 (1960) Showcase 8 (1957) Whiz Comics 15 (1941) Superman 249 (1972) | Tapa: Dick Giordano |
| Limited Collectors' Edition C-45 Secret Origins of Super-Villains | Jun/Jul 1976 | Catwoman Mirror Master Mr. Mxyzptlk Cheetah        | Bill Finger, Lew Sayre Schwartz y Charles Paris John Broome, Carmine Infantino y Joe Giella John Broome, Carmine Infantino y Frank Giacoia William Moulton Marston y Harry G. Peter    | Detective Comics 62 (1950) Flash 105 (1959) Superboy 78 (1960) Wonder Woman 6 (1943)                                | Tapa: Dick Giordano |

### DC Super Stars (1977)
En 1977, en la serie DC Super Stars, se publicaron dos ejemplares bajo el título Secret Origin con historias originales relatando el origen (o situaciones de sus comienzos) en la carrera de héroes y villanos.
| Núm                                                | Fecha        | Personaje / Grupo                           | Autores | Notas                         |
| -------------------------------------------------- | ------------ | ------------------------------------------- | --- | ----------------------------- |
| DC Super Stars 14 Secret Origins of Super-Villains | May/Jun 1977 | Gorilla Grodd Two-Face The Shark Dr. Light  | Bob Rozakis, Rich Buckler y Bob Layton Jack C. Harris, Ed Davis y Joe Rubinstein Solo texto. Dibujo por Jim Aparo Paul Kupperberg, Dick Ayers y Jack Abel | Tapa: Jim Aparo               |
| DC Super Stars 17 Secret Origins of Super-Heroes   | Nov/Dic 1977 | Green Arrow Legion of Super-Heroes Huntress | Denny O'Neil, Mike Grell y Bruce Patterson Jack C. Harris, Juan Ortiz y Bob Smith Paul Levitz, Joe Staton y Bob Layton                                    | Tapa: Joe Staton y Bob Layton |

### DC Special Series (1979)
En 1979, fueron publicados dos especiales en la serie DC Special Series titulados Secret Origin of Super-Heroes con reediciones de historias que relatan el origen (o situaciones de sus comienzos) en la carrera de algunos héroes.
| Núm                                                 | Fecha      | Personaje / Grupo                                                                                        | Autores | Publicado originalmente en |                                  |
| --------------------------------------------------- | ---------- | --- | --- | --- | -------------------------------- |
| DC Special Series 10 Secret Origins of Super-Heroes | 1978       | Doctor Fate Lightray Black Canary                                                                        | Paul Levitz, Joe Staton, Michael Netzer y Adrienne Roy G. Conway, D. Newton, F. Chiaramonte y J. Serpe G. Conway, M. Vosburg, T. Austin, M. Sen | Historia Original Historia Original | Tapa: José Luis Garcia-Lopez     |
| DC Special Series 19 Secret Origins of Super-Heroes | Otoño 1979 | Wonder Woman Equipo Superman/Batman Elongated Man Aquaman Legion of Super-Heroes Hawkman Robin Supergirl | Cary Burkett, Jose Delbo, Vince Colletta y Gene D'Angelo Edmond Hamilton, Dick Sprang y Stan Kaye John Broome, Carmine Infantino y Joe Giella Robert Bernstein y Ramona Fradon E. Nelson Bridwell y George Tuska Gardner F. Fox y Joe Kubert E. Nelson Bridwell, Ross Andru y Mike Esposito Otto Binder y Al Plastino | Historia Original World's Finest Comics 94 (1958) Flash 112 (1960) Adventure Comics 260 (1959) Superboy 172 (1971) Brave and the Bold 43 (1962) Batman 213 (1969) Action Comics 252 (1959) | Tapa: Ross Andru y Dick Giordano |

## Segunda serie regular (1986-1990)
En 1986 se lanza la segunda serie regular. Los primeros 5 números de esta serie contaban con 36 páginas y desentrañaban el origen post-Crisis de un personaje. A partir del sexto número pasaría a tener 52 páginas y se dedicarían al menos a dos personajes, uno de la edad dorada y otro más moderno.
Esta serie tuvo una duración de 50 números, entre abril de 1986 hasta agosto de 1990, además de tres anuales y un especial. Roy Thomas fue el encargargado de la mayoría de los guiones de los personajes de la edad dorada. El mismo Thomas sería el editor de varios números de la colección hasta que a partir del número 24 el título sería supervisado exclusivamente por Mark Waid, con guionistas rotativos.
| Núm | Fecha    | Personaje / Grupo                                                                                      | Autores | Notas |
| --- | -------- | --- | --- | --- |
| 01  | Abr 1986 | Superman (Edad Dorada)                                                                                 | Roy Thomas, Wayne Boring y Jerry Ordway | Basada en la historia de Siegel y Shuster en Action Comics 1 Tapa: Wayne Boring, Jerry Ordway                                  |
| 02  | May 1986 | Blue Beetle                                                                                            | Len Wein y Gil Kane | Tapa: Gil Kane y Ricardo Villagrán                                                                                             |
| 03  | Jun 1986 | Captain Marvel                                                                                         | Roy Thomas, Jerry Bingham y Steve Mitchell | Adaptación de la historia de Bill Parker/C.C. Beck en Whiz Comics 2 Tapa: Jerry Bingham                                        |
| 04  | Jul 1986 | Firestorm                                                                                              | Gerry Conway, George Tuska y Pablo Marcos | Tapa: Al Milgrom |
| 05  | Ago 1986 | Crimson Avenger                                                                                        | Roy Thomas, Dann Thomas, Gene Colan y Mike Gustovich | Tapa: Gene Colan y Mike Gustovich                                                                                              |
| 06  | Sep 1986 | Batman (Edad Dorada) Halo                                                                              | Roy Thomas, Marshall Rogers y Terry Austin Mike W. Barr y Dick Giordano | Primer número de 52 páginas Tapa: José Luis Garcia-Lopez                                                                       |
| 07  | Oct 1986 | Green Lantern (Guy Gardner) Sandman (Wesley Dodds)                                                     | Steve Englehart, Ernie Colon y Rodin Rodríguez Roy Thomas, Dann Thomas, Mike Bair y S. Montano | Tapa: Brian Bolland |
| 08  | Nov 1986 | Shadow Lass Doll Man                                                                                   | Paul Levitz y Tom Mandrake Roy Thomas y Murphy Anderson | Tapa: Steve Lightle |
| 09  | Dic 1986 | Skyman (Sylvester Pemberton) The Flash (Jay Garrick)                                                   | Roy Thomas, Tom Grindberg y Mike Gustovich Roy Thomas, George Tuska y Jerry Acerno | Tapa: Tom Grindberg y Pablo Marcos                                                                                             |
| 10  | Ene 1987 | Phantom Stranger (Cuatro orígenes diferentes)                                                          | Mike W. Barr y Jim Aparo Paul Levitz y José Luis Garcia-Lopez Dan Mishkin, Ernie Colon y Pablo Marcos Alan Moore y Joe Orlando | Número relacionado con la miniserie Legends Tapa: Jim Aparo                                                                    |
| 11  | Feb 1987 | Power Girl (Sylvester Pemberton) Hawkman (Carter Hall)                                                 | Paul Kupperberg, Mary Wilshire Roy Thomas, Luke McDonnell y Tony DeZuniga | Tapa: Jerry Ordway |
| 12  | Mar 1987 | Fury Challengers of the Unknown                                                                        | Roy Thomas, Dann Thomas y Tom Grindberg Mark Evanier, Chuck Patton y Bob Oksner | Tapa: Paris Cullins y Karl Kesel                                                                                               |
| 13  | Abr 1987 | Nightwing The Whip Johnny Thunder                                                                      | Dan Mishkin, Erik Larsen y Mike DeCarlo Roy Thomas, Dann Thomas y Mike Gustovich Roy Thomas, Mike Clark y Dave Hunt | La historia de Nightwing se desarrolla durante los eventos de la serie New Teen Titans vol 2, 15 al 18 Tapa: Pat Broderick     |
| 14  | May 1987 | Suicide Squad                                                                                          | John Ostrander, Luke McDonnell y Dave Hunt | Número relacionado con la miniserie Legends Tapa: Luke McDonnell y Dave Hunt                                                   |
| 15  | Jun 1987 | Deadman The Spectre                                                                                    | Andy Helfer, Kevin Maguire y Dick Giordano Roy Thomas, Michael T. Gilbert | Tapa: Ed Hannigan y Dick Giordano                                                                                              |
| 16  | Jul 1987 | The Warlord 'Mazing Man Hourman (Rex Tyler)                                                            | Mike Fleisher y Adam Kubert Bob Rozakis, Stephen DeStefano y Karl Kesel Roy Thomas, Mike Bair y Mike Gustovich | Tapa: Ed Hannigan y Dick Giordano                                                                                              |
| 17  | Ago 1987 | Adam Strange Dr. Occult                                                                                | Gerry Conway, Carmine Infantino y Tony deZuniga R. Thomas, E.N. Bridwell, H. Simpson y Bob Lewis | Tapa: Kevin Nowlan |
| 18  | Sep 1987 | The Creeper Green Lantern (Alan Scott)                                                                 | Andy Helfer, Keith Giffen y Rick Bryant Roy Thomas y George Freeman | Tapa: Bill Sienkiewicz |
| 19  | Oct 1987 | Uncle Sam The Guardian and The Newsboy Legion                                                          | Len Wein y Murphy Anderson Roy Thomas, Arvell Jones y Greg Theakston | Tapa: Murphy Anderson y Jack Kirby                                                                                             |
| 20  | Nov 1987 | Batgirl Dr. Mid-Nite                                                                                   | Barbara Randall, Rick Leonardi y Dick Giordano Roy Thomas, Mike Clark y Jerry Acerno | Tapa: Kevin Maguire y Bob Wiacek                                                                                               |
| 21  | Dic 1987 | Jonah Hex The Black Condor                                                                             | Mike Fleisher y Gray Morrow Roy Thomas, Murphy Anderson | Tapa: José Luis Garcia-Lopez                                                                                                   |
| 22  | Ene 1988 | The Manhunters                                                                                         | Roy Thomas, Bob Downs, Howard Simpson y Damon Willis | Número relacionado con la miniserie Millennium Tapa: Walter Simonson                                                           |
| 23  | Feb 1988 | Guardians of the Universe Floronic Man                                                                 | Todd Klein, Jon Peterson y Al Vey Rick Veitch y Brett Ewins | Número relacionado con la miniserie Millennium Tapa: Ed Hannigan y Steve Bissette                                              |
| 24  | Mar 1988 | Blue Devil Dr. Fate                                                                                    | Gary Cohn, Dan Mishkin y Ty Templeton Roy Thomas, Michael Bair y Bob Downs | Tapa: K. S. Wilson y Sam de la Rosa                                                                                            |
| 25  | Abr 1988 | Legion of Super-Heroes Atom (Al Pratt)                                                                 | Paul Levitz, Rick Stasi y Dick Giordano Roy Thomas, Mike Clark y Bob Downs | Tapa: Curt Swan y Murphy Anderson                                                                                              |
| 26  | May 1988 | Black Lightning Miss America                                                                           | Paul Levitz, Rick Stasi y Dick Giordano Roy Thomas, Mike Clark y Bob Downs | Tapa: Kevin Nowlan |
| 27  | Jun 1988 | Zatara Zatanna                                                                                         | Robert Loren Fleming, Roy Thomas, Grant Miehm y Fred Fredericks Randy & Jean-Marc Lofficier (como Ehrich Weiss), Robert Loren Fleming, Tom Artis y P. Craig Russell                                                                                       | El matrimonio Lofficier utilizó el pseudónimo Ehrich Weiss en homenaje a Harry Houdini Tapa: Tom Artis y Doug Hazlewood        |
| 28  | Jul 1988 | Nightshade Midnight                                                                                    | Robert Greenberger, Rob Liefeld y Bob Lewis Roy Thomas y Gil Kane | Tapa: Jim Valentino y Keith Wilson                                                                                             |
| 29  | Ago 1988 | The Atom (Ray Palmer) Mr. America (Tex Thompson) Red Tornado                                           | Roger Stern, Dwayne Turner y Keith Wilson Roy Thomas y Mike Harris Sheldon Mayer | Tapa: Mike Carlin y Keith Wilson                                                                                               |
| 30  | Sep 1988 | Elongated Man Plastic Man                                                                              | Gerard Jones, Ty Templeton y Grant Miehm Roy Thomas, Stephen DeStefano y Paul Frickey | Tapa: Ty Templeton |
| 31  | Oct 1988 | Justice Society of America                                                                             | Roy Thomas, Mike Bair y Bob Downs | Tapa: Mike Bair |
| 32  | Nov 1988 | Justice League of America                                                                              | Keith Giffen, Peter David, Gardner Fox y Eric Shanower | Tapa: Eric Shanower |
| 33  | Dic 1988 | Mr. Miracle y Oberon Green Flame Icemaiden                                                             | Mike Carlin, Don Heck, Klaus Janson y Arthur Adams Tom & Mary Bierbaum, Chuck Austen y Gary Martin Gerard Jones, Jim Valentino y Eduardo Barreto | Tapa: Jerry Ordway y Ty Templeton                                                                                              |
| 34  | Dic 1988 | Captain Atom Rocket Red G'nort                                                                         | Cary Bates, Greg Weisman, Klaus Janson, Alan Weiss y Joe Rubinstein William Messner-Loebs, Irv Novick y Joe Rubinstein Keith Giffen, J.M. DeMatteis y Stephen DeStefano                                                                                   | Tapa: Jerry Ordway y Ty Templeton                                                                                              |
| 35  | Ene 1989 | Booster Gold Martian Manhunter Maxwell Lord                                                            | Dan Jurgens y Tim Dzon Mark Verheiden y Ken Steacy Keith Giffen, Robert Loren Fleming y Eduardo Barreto | Tapa: Jerry Ordway y Ty Templeton                                                                                              |
| 36  | Ene 1989 | Green Lantern (Hal Jordan) Tom Kalmaku Poison Ivy                                                      | James Owsley y Mark Bright y Jose Marzan, Jr. Gerard Jones y Joe Staton Neil Gaiman y Mark Buckingham | Tapa: Mike Carlin y Eduardo Barreto                                                                                            |
| 37  | Feb 1989 | The Legion of Substitute Heroes Doctor Light                                                           | Ty Templeton y Anthony Van Bruggen Craig Boldman, Mike Parobeck y Ken Branch | Tapa: Ty Templeton |
| 38  | Mar 1989 | Green Arrow Speedy                                                                                     | Mike Grell, Hannibal King, Dick Giordano y Arne Starr Elliot S. Maggin, John Koch y John Nyberg | Tapa: Tom Grindberg y Dick Giordano                                                                                            |
| 39  | Abr 1989 | Man-Bat Animal Man                                                                                     | Jan Strnad, y Kevin Nowlan Grant Morrison, Tom Grummett y Doug Hazlewood | Tapa: Michael W. Kaluta |
| 40  | May 1989 | Gorilla City Detective Chimp Congorilla                                                                | C. Bates, G., C. Infantino y M. DeCarlo Andy Helfer y Mark Badger Tom Joyner, Fred Butler y Keith Wilson | Tapa: Bill Wray |
| 41  | Jun 1989 | Captain Cold, Heat Wave, Pied Piper, Weather Wizard, Trickster y Captain Boomerang                     | Dan Mishkin, Gary Cohn, Don Simpson, Howard Simpson, Trevor Von Eeden, Paris Cullins, Grant Miehm e Ian Carr | Tapa: Mike Mignola |
| 42  | Jul 1989 | Phantom Girl Grim Ghost                                                                                | Tom & Mary Bierbaum, D. Cockrum y L. Mahlstedt Roy Thomas y Mike Bair | Tapa: Dick Giordano y Karl Kesel                                                                                               |
| 43  | Ago 1989 | Hawk & Dove Cave Carson                                                                                | Barbara & Karl Kesel, T. Von Eeden y Akin & Garvey Bob Wayne y Timothy Truman | Tapa: Paris Cullins |
| 44  | Sep 1989 | Clayface I & ClayfaceIV Clayface II Clayface III                                                       | Mike W. Barr, Keith Giffen y Al Gordon Dan Raspler, B. Mireault y D. Rodier Len Wein, Tom Grummett y Gary Martin | Número relacionado con la historia "The Mud Pack" publicada entre los números 604 y 607 de Detective Comics Tapa: Kevin Nowlan |
| 45  | Oct 1989 | Blackhawk El Diablo                                                                                    | Martin Pasko, G. Miehm y T. Beatty Gerard Jones, Mike Parobeck y John Nyberg | Tapa: Murphy Anderson |
| 46  | Dic 1989 | Cuartel de la Liga de la Justicia Torre de los Teen Titans Club de la Legión de Super-Héroes           | Grant Morrison, Curt Swan y George Freeman Marv Wolfman y Vince Giarrano Gerard Jones, Curt Swan y Ty Templeton | Tapa: Eliot Brown |
| 47  | Feb 1990 | Ferro Lad Chemical King Karate Kid                                                                     | Mike W. Barr, Curt Swan y Mark Badger Robert Loren Fleming, Chris Sprouse y Al Gordon Tom & Mary Bierbaum, Mike Parobeck y Paul Fricke | Tapa: Dave Cockrum y Eric Shanower                                                                                             |
| 48  | Abr 1990 | Ambush Bug Rex, the Wonder Dog Trigger Twins Stanley and his Monster                                   | Keith Giffen y Robert Loren Fleming Gerard Jones, Paris Cullins y Gary Martin William Messner-Loebs y Trevor Von Eeden Phil Foglio y Kez Wilson | Tapa: Kevin Maguire y Al Gordon                                                                                                |
| 49  | Jun 1990 | Newsboy Legion The Silent Knight Bouncing Boy                                                          | Karl Kesel Jan Strnad, John Koch y Gary Martin Ty Templeton | Tapa: Karl Kesel |
| 50  | Ago 1990 | Robin (Dick Grayson) Flash of Both Worlds Johnny Thunder (John Tane) Dolphin Black Canary Space Museum | Dennis O'Neil y George Pérez Grant Morrison, Mike Parobeck y Romeo Tanghal Elliot S. Maggin, Alan Weiss y Dick Giordano Richard Bruning, Steve Bove y Kez Wilson Alan Brennert, Joe Staton y Dick Giordano Gerard Jones, Carmine Infantino y George Pérez | Último número. 96 páginas. Tapa: Ty Templeton                                                                                  |

### Anuales
| Núm | Fecha        | Personaje / Grupo                                         | Autores | Notas |
| --- | ------------ | --------------------------------------------------------- | --- | --- |
| 01  | Ago 1987     | The Doom Patrol Texto sobre The Doom Patrol Captain Comet | Paul Kupperberg y John Byrne Joey Cavalieri Roy Thomas, Ron Harris y Bruce D. Patterson | Tapa: Ed Hannigan y John Byrne |
| 02  | May 1988     | Destino final de Barry Allen Flash (Wally West)           | Robert Loren Fleming, Carmine Infantino y Murphy Anderson William Messner-Loebs, Mike Collins y Frank McLaughlin | Tapa: Carmine Infantino |
| 03  | Mayo de 1989 | Teen Titans                                               | George Pérez, Tom Grummett, Grant Miehm, Anthony Van Bruggen, Irv Novick, Ty Templeton, Michael Bair, Trevor Von Eeden, Dave Cockrum, Larry Mahlstedt, Kevin Maguire, Karl Kesel, Mark Bright, Akin & Garvey, Colleen Doran, Romeo Tanghal y Dick Giordano | Incluye fichas con datos de los siguientes personajes: Flamebird, Golden Eagle (Charles Parker), Bumblebee, The Herald y The Antithesis Tapa: George Pérez |

### Especial
| Núm | Fecha    | Personaje / Grupo        | Autores | Notas |
| --- | -------- | ------------------------ | --- | --- |
| 01  | Ago 1989 | Penguin Riddler Two-Face | Alan Grant y Sam Kieth Neil Gaiman, Bernie Mireault y Matt Wagner Mark Verheiden, Pat Broderick & Dick Giordano | Las tres historias están unidas por un relato de Neil Gaiman, Mike Hoffmany y Kevin Nowlan Tapa: Brian Bolland |

### Tomo recopilatorio
Algunas historias de la segunda serie regular fueron incluidas en un tomo recopilatorio titulado Secret Origins Of The World's Greatest Super-Heroes con una tapa de Brian Bolland. El tomo incluía el origen de Superman publicado en Man of Steel 1 y un relato sobre el origen de Batman creado especialmente para esta edición, historia que más tarde serviría de inspiración para la película de 2005 Batman Begins.
| Fecha         | Personaje / Grupo                                                                                          | Autores | Publicado originalmente en                                                                                              |
| ------------- | --- | --- | --- |
| Enero de 1990 | Batman Superman Green Lantern (Hal Jordan) Martian Manhunter Flash (Barry Allen) Justice League of America | Dennis O'Neil y Dick Giordano John Byrne, Tom Ziuko y Dick Giordano James Owsley, Mark Bright y Jose Marzan, Jr. Mark Verheiden y Ken Steacy Robert Loren Fleming, Carmine Infantino y Murphy Anderson Keith Giffen, Peter David, Gardner Fox y Eric Shanower | No publicada anteriormente Man of Steel 1 Secret Origins 36 Secret Origins 35 Secret Origins Annual 2 Secret Origins 32 |

## Secret Origins 80-Page Giant (1998)
En 1998 fue publicado un especial de 80 páginas con historias que se enfocaba en orígenes de miembros del grupo Young Justice.
| Fecha    | Personaje / Grupo                                                                    | Personaje / Grupo | Autores                                                     | Nota |
| -------- | ------------------------------------------------------------------------------------ | --- | ----------------------------------------------------------- | ---- |
| Dic 1998 | The Secret Impulse Superboy (Kon-El) Robin (Tim Drake) Spoiler Wonder Girl Arrowette | Dan Curtis Johnson, Angel Unzueta y Jaime Mendoza Mark Waid, Humberto Ramos y Wayner Faucher Karl Kesel, Joe Phillips y Jansen Rodríguez Chuck Dixon y Cully Hamner Chuck Dixon, Amanda Conner y Jimmy Palmiotti Jar Faerber y Ethan Van Sciver Tom Peyer, Marty Egeland y Norm Rapmund | Tapa: Jeff Matsuda, Jon Sibal,<cb>Richard y Maureen McTigue |      |

## Secret Origins of Super-Villains 80-Page Giant (1999)
En 1999 un especial de 80 páginas presentó historias enfocadas en orígenes de varios villanos del Universo DC Comics.
| Fecha    | Personaje / Grupo                                                                        | Autores | Nota               |
| -------- | ---------------------------------------------------------------------------------------- | --- | ------------------ |
| Dic 1999 | Sinestro Tartarus Echo (Nina Damfino) La Encantadora Granny Goodness Johnny Sorrow Amazo | Ron Marz, Scott Kolins y Jon Holdrege Devin Grayson, Drew Johnson y Jose Marzan, Jr. Greg Rucka y Rick Burchett Joe Kelly y Jackson Guice Walter Simonson, Jon Bogdanove y Bill Reinhold Geoff Johns, David Goyer y Phil Winslade Tom Peyer y Cully Hamner | Tapa: Dave Gibbons |

## Even More Secret Origins 80-Page Giant (2003)
En 2003 se publicó un especial reeditando orígenes y situaciones de la Edad de Plata con el estilo de publicación de ese entonces.
| Fecha | Personaje / Grupo                                                                                  | Autores | Publicado originalmente en |                    |
| ----- | -------------------------------------------------------------------------------------------------- | --- | --- | ------------------ |
| 2003  | Equipo Jimmy Olsen/Robin Blackhawk Kid Flash Eclipso Juramento de Green Lantern Hawkman y Hawkgirl | Edmond Hamilton, Curt Swan y George Klein Texto de 1 página sin datos. John Broome, Carmine Infantino y Joe Giella Bob Haney y Lee Elias John Broome, Gil Kane y Murphy Anderson Gardner F. Fox y Joe Kubert | World's Finest Comics 141 (1964) Blackhawks 164 (1961) Flash 110 (1959) House of Secrets 61 (1963) Green Lantern 10 (1962) Brave and the Bold 34 (1961) | Tapa: Jerry Ordway |

## Weird Secret Origins Giant (2004)
En 2004 DC Comics nuevamente publicó un especial con reediciones de orígenes y situaciones de la Edad de Plata con el estilo de publicación de ese entonces.
| Fecha    | Personaje / Grupo                                                                                  | Autores | Publicado originalmente en | Notas              |
| -------- | -------------------------------------------------------------------------------------------------- | --- | --- | ------------------ |
| Oct 2004 | Doctor Fate Enchantress Animal Man Trucos de Metamorpho Congorilla El Diablo Bizarro World Spectre | Gardner F. Fox y Howard Sherman Bob Haney, Howard Purcell y Sheldon Moldoff Dave Wood, Carmine Infantino y George Roussos Ramona Fradon y Joe Simon Robert Bernstein y Howard Sherman Robert Kanigher y Gray Morrow John Forte, Wayne Boring y Stan Kaye Jerry Siegel y Bernard Baily | More Fun Comics 67 (1941) Strange Adventures 187 (1966) Strange Adventures 180 (1965) World's Finest 226 (1973) Action Comics 248 (1959) All-Star Western 3 (1970) World's Finest Comics 181 (1968) More Fun Comics 52 y 53 (1940) | Tapa: Jerry Ordway |

## Tercera serie regular (2014-2015)
Una nueva serie mensual comenzó en abril de 2014 enfocándose en los nuevos orígenes de los personajes tras las consecuencias de Flashpoint. La serie fue cancelada tras su número 11, en mayo de 2015
| Núm | Fecha    | Personaje / Grupo                                   | Autores | Notas                                                                |
| --- | -------- | --------------------------------------------------- | --- | -------------------------------------------------------------------- |
| 01  | Jun 2014 | Superman Robin (Dick Grayson) Supergirl             | Greg Pak, Lee Weeks, Sandra Hope y Dave McCaig K. Higgins, D. Mahnke, K. Champagne, C. Alamy y J. Kalisz Antony J.L. Bedard, Paulo Siqueira, Brian Miller                   | Tapa: Lee Bermejo / Tapa Alternativa: Andy Kubert & Jonathan Glapion |
| 02  | Jul 2014 | Batman Aquaman Starfire                             | Ray Fawkes, Dustin Nguyen, Derek Fridolfs y John Kalisz Jeff Parker, Álvaro Martínez, Raúl Fernández y Rain Beredo Scott Lobdell, Paulo Siqueira y Peter Pantazis           | Tapa: Lee Bermejo                                                    |
| 03  | Ago 2014 | Green Lantern Batwoman Red Robin                    | Robert Venditti, Martin Coccoloy y Tony Avina Jeremy Haun, Trevor McCarthy y Matthew Wilson Scott Lobdell, Tyler Kirkham y Arif Prianto                                     | Tapa: Lee Bermejo                                                    |
| 04  | Sep 2014 | Harley Quinn Green Arrow Robin (Damian Wayne)       | A. Conner, J. Palmiotti, S. Roux y Brett Smith J. Lemire, D. B. Cowan, B. Sienkiewicz y M. Maiolo Peter J. Tomasi, Ian Bertram y David Stewart                              | Tapa: Lee Bermejo                                                    |
| 05  | Oct 2014 | Cyborg Mera Red Hood (Jason Todd)                   | Marv Wolfman, Edgar Salazar, Jay Leisten y Thomas Mason S. Lobdell, Jack Herbert, V. Cifuentes y Peter Pantazis Jeff Parker, Daniel Horn y Guy Major                        | Tapa: Lee Bermejo                                                    |
| 06  | Dic 2014 | Wonder Woman Deadman Sinestro                       | Brian Azzarello, Cliff Wu Chiang, Goran Sudzuka y Matthew Wilson J. Mark DeMatteis, Kevin Stokes y Chris Sotomayor Cullen Bunn, Igor Lima, Jose F. Marzan, Jr. y Tony Avina | Tapa: Bryan Hitch                                                    |
| 07  | Ene 2015 | Flash Huntress Superboy                             | R. Venditti, Van Jensen, M. Sepulveda, S. Hanna y A. Dalhouse Paul Levitz, Jonboy Meyers y Matt Yackey Frank J. Barbiere, Robson Rocha, Oclair Albert y Michael Atiyeh      | Tapa: Bryan Hitch                                                    |
| 08  | Feb 2015 | Grayson Animal Man Katana                           | Tim Seeley, Tom King, Stephen Mooney y Jeromy N. Cox Jeff Lemire, Duffy Boudreau, Travel Foreman y Lovern Kindzierski Ann Nocenti, Roger Robinson y Matt Yackey             | Tapa: Bryan Hitch                                                    |
| 09  | Mar 2015 | Swamp Thing Power Girl Green Lantern (John Stewart) | Charles Soule, Alessandro Vitti y Felipe Sobreiro Paul Levitz, Alisson Borges y Matt Yackey Van Jensen, Pat Broderick y Marcelo Maiolo                                      | Tapa: Bryan Hitch                                                    |
| 10  | Abr 2015 | Batgirl Firestorm Poison Ivy                        | Cameron Stewart, Brandon Fletcher e Irene Koh Dan Jurgens y Sean Chen Christy Marx y Stjepan Sejic                                                                          | Tapa: Bryan Hitch                                                    |
| 11  | May 2015 | Guy Gardner John Constantine Black Canary           | Landry Q. Walker, Scott Hepburn Ray Fawkes y Richard Isanove Christy Marx y Rick Burchett                                                                                   | Tapa: Bryan Hitch                                                    |

### Tomos recopilatorios
Se recopilaron los 11 números de esta tercer serie en dos tomos. 
- Secret Origins Volume 1. Recopila Secret Origins (tercer serie) números 1 al 4 (febrero de 2015)
- Secret Origins Volume 2. Recopila Secret Origins (tercer serie) números 5 al 11 (agosto de 2015)